# 弗雷德里克·理查茲·雷蘭

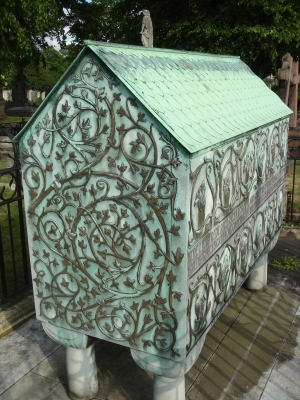
棺材

弗雷德里克·理查茲·雷兰（Frederick Richards Leyland 1831年12月30日—1892年1月4日）是一名英國船主。他本是約翰·比比公司（John Bibby, Sons & Co,）的學徒，後成為其合夥人，1872年該公司倒閉，他買下該公司並在次年將之改名為雷蘭航運（Leyland Line）。1882年時，他名下有多達25條船在大西洋上往來貿易，去世時已經是全英國最大的船主。
他也是一名藝術收藏家，自1860年代開始委託前拉斐爾派的畫家繪製過一些作品，他的棺材也是由和前拉斐爾派關係密切的愛德華·伯恩-瓊斯製作的。

## 外部連接
- "Leyland, Frederick Richards (1831–1892)", Oxford Dictionary of National Biography
- Leyland Line History and Ephemera （页面存档备份，存于） GG Archives